# Netivot
Netivot (en hébreu : נְתִיבוֹת, voies) est une ville d'Israël, située dans le district sud. Fondée en 1956, elle comptait 47 863 habitants en 2023.
Netivot est l'une des villes bombardées par le Hamas depuis la bande de Gaza, en particulier pendant la guerre de Gaza de 2008-2009.
En plus du problème des roquettes, Netivot est une ville qui doit faire face à de grosses difficultés économiques et sociales : Netivot fait partie de ces « villes de développement » implantées au milieu de nulle part, sans réelle perspective de développement économique, où on a envoyé les immigrants les plus pauvres, venus du Maroc, puis d’ex-URSS et d’Éthiopie. Ces villes avaient notamment dans les années 1990/2000 un taux de chômage nettement supérieur à la moyenne nationale. Elles comptaient alors 40 % des chômeurs du pays pour seulement 17 % de la population. Beaucoup d’enfants vivaient en dessous du seuil de pauvreté.
Néanmoins, Netivot s'est nettement développée depuis l'arrivée de ses premiers pionniers, il y a environ 50 ans. La ville s'est agrandie, d'un point de vue culturel également. Elle compte aujourd'hui un conservatoire et une école de musique, plusieurs écoles élémentaires, des collèges d'enseignement secondaire et un lycée. De nombreux magasins et des centres commerciaux ont été créés.

## La tombe de Baba Saly
Dans cette ville a lieu chaque année le 4 du mois juif de shevat (en 2009, c'était le 29 janvier), un pèlerinage (hiloula) sur la tombe d'Israël Abehassera dit Baba Saly.
Saly, signifie en arabe, qui prie. Le surnom de ce rabbin signifie donc « celui qui prie ».

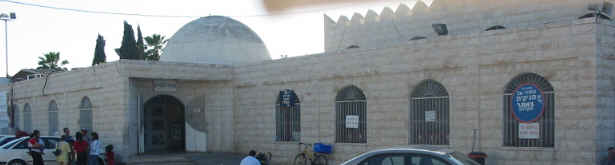
Tombe de Baba Saly à Netivot
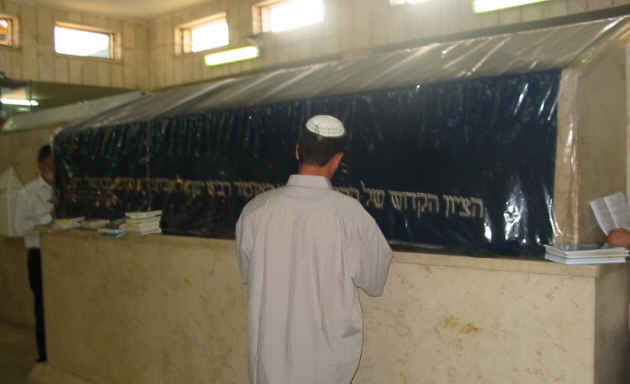
Homme dans la tombe de Baba Salé à Netivot
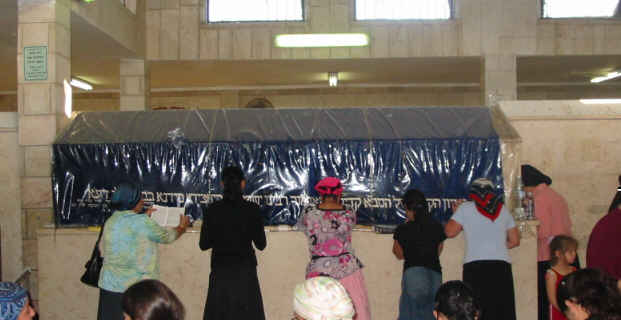
Prières de femmes dans la tombe de Baba Salé à Netivot